# Vol LAN Chile 1069
Le vol LAN Chile 1069 est un accident aérien survenu à l'aéroport Guardia Marina Zañartu de Puerto Williams, au Chili, le 20 février 1991. Ce vol régional, originaire de l'aéroport international Presidente Carlos Ibáñez del Campo de Punta Arenas, à environ 300 kilomètres de Puerto Williams, est sortie de la piste lors de son atterrissage, tuant 20 des 66 passagers à bord, tandis que les 6 membres d'équipage ont tous survécu.

## Avion
L'appareil impliqué était un BAe 146-200 de la compagnie aérienne LAN Chile, immatriculée CC-CET. Cet avion était âgé de 4 ans et 6 mois au moment de l'accident.

## Accident
Le vol 1069 a décollé normalement de Punta Arenas à 14 h 51, sans problème significatif. À 15 h 15, l'avion a été autorisé pour une approche VOR sur la piste 26 de l'aéroport de Puerto Williams. Le vent était de 180° à 4 nœuds (7,4 km/h). Peu de temps après, le contrôleur aérien a annoncé des mises à jour concernant le vent sur la piste, qui était de 160° à 6 nœuds (11 km/h). Le commandant de bord décide alors d'effectuer une approche directe vers la piste 08, qui est approuvée par le contrôle aérien. 
L'avion s'est posé à 427 m du seuil de piste, à une vitesse de 112 nœuds (207 km/h). La vitesse de référence pour un atterrissage sur la piste 08 était de 110 nœuds (204 km/h), avec la vitesse de touché des roues à 103 nœuds (191 km/h). Ensuite, l'avion a dépassé la fin de la piste et a fini sa course dans le canal Beagle.

## Cause
L'accident a été principalement causé par une mauvaise planification de l'approche par le commandant de bord, qui a décidé de changer de piste pour une approche directe, et une mauvaise application de la procédure d'atterrissage. Ceci, en plus des facteurs contributifs tels que les conditions météorologiques, la pente d'approche trop abrupte, la piste détrempée, le vent arrière sur la piste et le freinage trop réduit ont conduit au dépassement de la piste.